# Gerben Thijssen
Gerben Thijssen (Genk, 21 giugno 1998) è un ciclista su strada e pistard belga, professionista dal luglio 2019, corre per il team Intermarché-Wanty. Nel 2017 ha vinto il titolo europeo di corsa a eliminazione su pista, nel 2022 ha vinto una tappa al Giro di Polonia e nel 2023 la Bredene Koksijde Classic.

## Palmarès

### Strada
- 2016 (Acrog-Balen BC Juniores)

1ª tappa Internationale Cottbuser Junioren-Etappenfahrt (Drebkau > Drebkau)
1ª tappa Trofeo Karlsberg (Völklingen > Herbitzheim)
2ª tappa, 1ª semitappa Trofeo Karlsberg (Homburg > Homburg)
Omloop der Vlaamse Gewesten
- 2017 (Lotto Soudal U23)

Grote Prijs Stad Sint-Niklaas
4ª tappa Olympia's Tour (Hardenberg > Hardenberg)
- 2018 (Lotto Soudal U23)

Campionati belgi, Prova in linea Under-23
- 2019 (Lotto Soudal U23)

2ª tappa Tour d'Eure-et-Loir (Maintenon > Authon-du-Perche)
1ª tappa À Travers les Hauts-de-France (Gavrelle > Épinoy)
Memorial Philippe Van Coningsloo
- 2022 (Intermarché-Wanty-Gobert Matériaux, tre vittorie)

6ª tappa Quattro Giorni di Dunkerque (Ardres > Dunkerque)
2ª tappa Giro di Polonia (Chełm > Zamość)
Gooikse Pijl
- 2023 (Intermarché-Circus-Wanty, quattro vittorie)

Grote Prijs Jean-Pierre Monseré
Bredene Koksijde Classic
Ronde van Limburg
Omloop van het Houtland
- 2024 (Intermarché-Wanty, due vittorie)

Trofeo Palma
1ª tappa Volta ao Algarve (Portimão > Lagos)

#### Altri successi
- 2019 (Lotto Soudal)

Classifica giovani Tour d'Eure-et-Loir
- 2023 (Intermarché-Circus-Wanty)

Westrozebeke Koers
Zwevezele Koers
- 2024 (Intermarché-Wanty)

Classifica a punti Volta ao Algarve

### Pista
- 2017

Campionati europei, Corsa a eliminazione

## Piazzamenti

### Grandi Giri
- Giro d'Italia

2025: 157º
- Tour de France

2024: ritirato (15ª tappa)
- Vuelta a España

2020: ritirato (15ª tappa)
2022: ritirato (9ª tappa)

### Classiche monumento
- Parigi-Roubaix

2023: 70º

### Competizioni mondiali
- Campionati del mondo su strada

Doha 2016 - In linea Juniores: 108º
- Campionati del mondo su pista

Hong Kong 2017 - Inseguimento a squadre: 8º

### Competizioni europee
- Campionati europei su strada

Herning 2017 - In linea Under-23: 123º
Alkmaar 2019 - In linea Under-23: 6º
- Campionati europei su pista

Sangalhos 2017 - Inseguimento a squadre Under-23: 2º
Berlino 2017 - Inseguimento a squadre: 8º
Berlino 2017 - Corsa a eliminazione: vincitore
Gand 2019 - Inseguimento a squadre Under-23: 2º
Fiorenzuola d'Arda 2020 - Inseg. a squadre Under-23: 5º
Grenchen 2021 - Corsa a eliminazione Elite: 10º
- Giochi europei

Minsk 2019 - Inseguimento a squadre: 7º
Minsk 2019 - Inseguimento individuale: 10º
Minsk 2019 - Corsa a punti: 8º